# Birgitte Kirkhoff Eriksen
Birgitte Kirkhoff Eriksen har været museumsdirektør på Museet for Samtidskunst i Roskilde  siden 1. november 2014.
Hun er cand.mag. i kunsthistorie og har drevet galleriet kirkhoff - contemporary art i København.
Men Birgitte Kirkhoff Eriksen måtte bukke under for krisen. I 2009 skulle hun være flyttet fra Islands Brygge til nye lokaler på Carlsberg, men den dalende dollar tog galleriet med sig i faldet, og det, der skulle have været en flytning, endte i stedet som en lukning.
»Da dollaren begyndte at falde i 2008, blev markedet for de unge kunstnere, som jeg repræsenterede, pludselig meget dårligt. To år tidligere havde jeg været til messe i Miami, hvor stemningen nærmest var grådig, og folk stod i kø for at købe, men i 2008 gik markedet fuldstændigt i stå, og jeg kunne ikke længere mobilisere de midler, der skulle til for at gennemføre flytningen,« siger Birgitte Kirkhoff.
Hun har siden da været museumsinspektør på Arken Museum for Moderne Kunst og museumsinspektør ved Sorø Kunstmuseum
før hun blev direktør på Museet for Samtidskunst.